# فقر الأطفال في نيوزيلندا
يؤثر فقر الأطفال، كما أفاد فريق مكافحة فقر الأطفال عام 2011، في نحو 285,000 طفل في نيوزيلندا، وازداد العدد إلى ما يقدر بـ 295,000 طفل عام 2016، أي طفل من كل ستة أطفال في نيوزيلندا. تقرّ وزارة التنمية الاجتماعية في نيوزيلندا بما يلي:
يرتبط الفقر في الدول الغنية بضرر نسبي. يتعلق الأمر بالأسر والأفراد الذين لديهم مستوى معيشة يومي أو إمكانية الحصول على موارد نسبتها أدنى من المستوى اليومي المقبول في المجتمع.
في نيوزيلندا، يفتقر الأطفال للأشياء المادية التي يتمتع بها الأطفال الآخرون، ما يؤدي إلى إقصائهم وانعدامهم اجتماعيًا. وبوصفها بلدًا يسعى لأقصى إنتاجية ممكنة لكل مواطن، فمن المتوقع أن يتعدى الأمر توفير ما هو ضروري. إن أشد ما يهتم به المدافعون عن فقر الأطفال هو سلامة الأطفال وأمنهم وتوفير الطعام المغذي لهم، ومكان دافئ وجاف يؤويهم، إضافةً إلى منحهم الحب والتواصل الاجتماعي، ما يمنحهم الإحساس بالقيمة.
وتشمل عواقب الفقر الشائع بين الأطفال في نيوزيلندا ما يلي: سوء الصحة، مثل انخفاض معدل التحصين من الأوبئة وارتفاع معدل وفيات الأطفال والرُضع التي يمكن تجنبها، وانخفاض وزن الطفل عند الولادة، وآفات الأطفال، وانخفاض المشاركة في التعليم في مرحلة الطفولة المبكرة، وترك الشباب المدارس دون مؤهلات أو بوجود مؤهلات قليلة، ومعدلات عالية من انتحار الشباب ودخولهم السجن بسن المراهقة وإيذاء الأطفال. وقد زُعِمَ أن الأفكار التي تواجه فقر الأطفال، متضمنةً التشريعات المعنية بشؤون الطفل وتمثيل الطفل في عملية صنع القرار على وجه الخصوص وإنشاء وزارة للأطفال في نيوزيلندا، تمثّل حلولًا مجدية لمشكلات فقر الأطفال. قالت الأستاذة ماري جوهانسون من مستشفى كارولينسكا للأطفال في السويد، بعد أن أمضت فترة من العمل في ولنجتون:
إن نيوزيلندا بحاجة إلى التعامل مع فقر الأطفال، ليس بوصفه مسألةً سياسية، بل مسألةً أخلاقية، مسألة مبادئ.

## معلومات عامة
يرتبط تطوّر فقر الأطفال في نيوزيلندا بالروجرنوميكس سنة 1984 (السياسة الاقتصادية النيوليبرالية التي اتبعها روجر دوجلاس، وزير مالية نيوزلندا في الفترة 1984-1990)، وتخفيض نسبة الإعانات عام 1991، «وأم كل الموازنات» لروث ريتشاردسون، والإدانات الضريبية للأطفال، وارتفاع تكاليف السكن، وأجور العمل المتدنية، والأخطار الاجتماعية القانونية وغير القانونية، كالإدمان على الكحول والمخدرات والمقامرة. 
أُبلِغ عام 2004، عن أن 26% من الأطفال يعيشون في مشقّة شديدة أو عظيمة، في حين لم يكن سوى 4% ممن تجاوزوا سن 65 عامًا يعيشون في نفس الظروف. منحت صفقة «العمل من أجل الأُسر» دعمًا ماليًا إلى الأسر العاملة ذات الدخل المتوسط والمنخفض، ولاحظت أن نسبة فقر الأطفال قد انخفضت من 28% عام 2006 إلى 22% عام 2007، ثم إلى 19% عام 2008، لكنهم على أي حال، لم يصلوا إلى أفقر الأسر، وقال فريق العمل المعني بفقر الأطفال بوجود تحيز ضدهم في الحصول على الفائدة التي هي «حقهم الشرعي».
في يونيو 2011، أُنفقت 9 مليارات دولار على صندوق التقاعد النيوزيلندي، و1.7 بليون على استحقاقات الأغراض المنزلية، ما دعم معظم الأطفال الفقراء البالغ عددهم 235,000 طفل، فضلًا عن آبائهم ومقدمي الرعاية لهم.
وفّرت ميزانية 2013 مبالغ ضئيلة من الإنفاق الإضافي على السياسات الاجتماعية فيما يتعلق برفاهية الأطفال، مثل:
- زيادة الإنفاق على العزل المنزلي الموجه للأسر ذات الدخل المنخفض، التي لديها أطفال أو مسنون أو لديها احتياجات صحيّة عالية.
- زيادة الإنفاق على سبل الوقاية من الحمى الروماتيزمية.
- زيادة الإنفاق على مبادرة التعليم والتعلم في سن الطفولة المبكر، رغما وجود تخفيضات أخرى تقابلها في هذا القطاع.[12]

عُقِد مؤتمر عام 2013، للتعامل مع العديد من المشكلات التي مرت بها نيوزيلندا، مثل: مؤتمر «الأطفال في أزمة» عام 2013. عُقِد المؤتمر للسماح للمجموعات المهتمة أن تناقش وتبحث عن حلول قائمة على الأدلة للأزمة الراهنة. ودارت نقاط الحوار الرئيسية حول تطوير السياسة، ودعم الإصلاح، ونشر المقالات ذات الصلة. استغرق هذا المؤتمر 3 أيام إذ نظم ندوات ووُفِّرَت موارد للمنشورات أو الإصدارات الحالية في ذلك الوقت. ويمكن الاطلاع على جدول زمني كامل للأحداث والمواضيع على الموقع الشبكي للمؤتمر.
أُعلِنَتْ ميزانية 2014 في 15 مايو 2014.

## معدلات الفقر
بالاستناد إلى عتبة الفقر القائمة على 60% من متوسط دخل الأسرة المعيشي المتيسر، فقد بلغ معدل فقر الأطفال 14% عام 1982. وقد زاد زيادةً بالغة، وكان معدل الأطفال الفقراء 29% عام 1994. وبلغت هذه النسبة ذروتها عند حد 30% عام 2001، ثم شهدت انخفاضًا إلى 22% عام 2007. وبقي معدل الفقر ثابتاً عند 25% منذ 2009 حتى 2012، وانخفض إلى 20% سنة 2016. وبقيت الفئة العمرية من 0-17 عام أكثر الفئات فقرًا في نيوزيلندا من 1984 حتى 2012. وكانت العوامل المحفزة على تزايد معدل الفقر متمثلة في بطء زيادة الأجور وارتفاع نسبة البطالة وانحسار نسبة الإنفاق الاجتماعي.
وكان معدل العوز والفقر، سنتي 2007 و2008، بين الأطفال 18%، في حين بلغ 3% بين من هم في سن 65، و%13 بين النسبة السكانية بأكملها. وحُسِب ذلك بحساب نسبة الأسر التي تفتقر إلى 3 أو أكثر من أصل 9 من المتطلبات الضرورية. أنشأت وزارة التنمية الاجتماعية في نيوزيلندا معيارها الخاص استنادًا إلى المشاق المادّية: دي إي بي- 17، وهو معيار يستخدم 17 متطلبًا من المتطلبات التي تُعد ضرورية للأطفال. يدل المؤشر +7 على وجود العسر المادي، والمؤشر +9 دليل على العسر المادي الشديد. جمعت الوزارة بيانات من 2008 إلى 2016. وشوهدت أقصى معدلات العوز المادي عام 2011 لدى الأُسر التي تضم أطفالًا بعمر 0-17 ينتمون إلى الفئة المفتقرة لمتطلبات +7 بمتوسط 20% من الوقت، ونحو 9% من فئة +9. وانخفضت هذه الأرقام بانتظام عام 2016، إذ إن معدل الأُسر المفتقرة للمتطلبات من فئة +7 أصبح 12%، و6% من فئة +9.

### دراسات ديموغرافية
أظهرت دراسات أن الماوري -السكان الأصليين- وسكان المحيط الهادي يحتلون باستمرار مرتبةً أعلى من ناحية الفقر مقارنةً بالمجموعات الإثنية الأوروبية. وكانت معدلات الفقر للأطفال الأصغر سنًا أعلى مقارنةً بمن تتراوح أعمارهم بين 12 و17 عامًا. وظلّت معدلات فقر الدخل المعيشي منذ 2007 حتى 2014، هي الأعلى لدى الأسر التي تضم أكثر من طفل. سنة 2014، كانت الأسر التي تضم 3 أطفال أو أكثر تمثل نسبة 45% من الفقر.

## لمحة عامة حول حقوق الطفل في نيوزيلندا
المشكلة الملحوظة هي أن حقوق الأطفال ترتبط بحقوق الوالدين ومقدمي الرعاية، وهي قيود تؤثر في الأطفال.

### الحقوق في القانون النيوزيلندي
يضمن قانون الشباب والأطفال وعوائلهم، المُطبق عام 1989، خدمات لمساعدة الأطفال وآبائهم وعوائلهم، للمساعدة على تحمل مسؤولية العناية بالطفل، بهدف إيقاف معاناة الطفل من الأذى وسوء المعاملة والتعسف والحرمان.
ينص قانون العنف الأُسري (1995)، الذي يناقش ما يخص ضحايا العنف الأسري، في المادة (2)5 منه على حماية الضحايا، وتيسير اللجوء إلى المحكمة بطريقة سريعة واضحة زهيدة التكلفة، وبرامج دعم مناسبة أيضًا.
ويهتم قانون رعاية الأطفال (2004) بأفضل ترتيبات رعاية الأطفال، مع الاعتراف بحقوقهم (مادة 3)، والاهتمام بأفضل فوائد للأطفال بوصفها أولوية (مادة 5).
تعكف نيوزيلندا حاليًا على تعديل قانون الأطفال المعرّضين للخطر، وهو قانون شامل متعدد الإجراءات، يهدف إلى تعزيز حماية الطفل، وتأكيد تقليل عدد الأطفال المعرضين للإيذاء والإهمال.
إن نسبة الموارد في المحكمة الأسرية وإدارة شؤون الطفل والشباب والأسرة متدنية، ما سبّب تأخرًا في الاستجابة والتحقيق والحالات النهائية.

### الحقوق في القانون الدولي
صدّقت نيوزيلندا على اتفاقية الأمم المتحدة لحقوق الطفل عام 1993 بوجود 3 تحفّظات لا تزال قائمة: المادة 22.1 المتعلقة بحقوق الأطفال الذين ينتمون لأبوين غير شرعيين قانونًا في نيوزيلندا، والمادة 32.2 المتعلقة بالحد الأدنى للتوظيف، والمادة 37 (سي) التي تخص وجود وسائل حجز منفصلة للأطفال. تلزم المادة 24 من اتفاقية الأمم المتحدة لحقوق الطفل -المتعلقة بالحق في التمتع بصحة جيدة- الدول بتوفير وسائل تهدف إلى الحد من وفيات الرضع، وتطوير نظم الرعاية الصحية الأولية للأطفال، ومكافحة الأمراض وسوء التغذية، وضمان تقديم الرعاية للأمهات قبل الولادة وبعدها، ونشر الوعي بشأن صحة الطفل وتغذيته، متضمنةً الفوائد الصحية للرضاعة الطبيعية والنظافة والتعقيم البيئي، والوقاية من الحوادث.
وقد عالجت عشر توصيات صادرة عن البحث الدوري الشامل لمجلس حقوق الإنسان في الولايات المتحدة مشكلات فقر الأطفال في نيوزيلندا.